# Гульпенкала
Гульпенкала́ (рос. Гульпенкала) — гірська вершина у північно-східній частині Великого Кавказу. Знаходиться на території Росії (південний Дагестан).